# Distrikt Penampang
Der Distrikt Penampang ist ein Verwaltungsbezirk im malaysischen Bundesstaat Sabah. Verwaltungssitz ist die Penampang. Der Distrikt Penampang ist Teil des Gebietes West Coast Division, zu dem die Distrikte Kota Kinabalu, Ranau, Kota Belud, Tuaran, Penampang, Putatan und Papar gehören.

## Geschichte
Die Verwaltung des Distrikts (Penampang District Council) existiert seit 1958, damals noch unter dem Namen Jesselton Rural District Council (JRDC). Der Verwaltungsbereich umfasste Telipok Town bis zu den Siedlungen Likas, Taman Foh Sang und Taman Stephen und den gesamten Bereich des Unterdistrikts Penampang, wo sich auch das Distriktsbüro befand. Der erste Vorsitzende des Rates war der damalige District Officer von Jesselton, Mr. Blow DSO und im Stadtrat waren alle Häuptlinge des Distrikts, die Anführer der chinesischen Gemeinden von Penampang, Telipok, Menggatal, Inanam und Putatan sowie die Plantagenbesitzer von Lok Kawi Estate und Penampang vertreten.
Ab 1966 wurde die Kommunalverordnung 1961 (Local Government Ordinance 1961) angewandt, wonach Stadträte vom Ministerium für Kommunalangelegenheiten (Ministry of Local Government and Housing) ernannt werden. Nach der Umbenennung von Jesselton in Kota Kinabalu wurde der Name des  Jesselton Rural District Council (JRDC) dementsprechend in Kota Kinabalu Rural District Council (KKRDC) umgeändert. In 1978 wiederum, als die oberste Verwaltungsebene von Kota Kinabalu, das Kota Kinabalu Town Board zum Kota Kinabalu Municipal Council wurde, wurde aus dem KKRDC das Penampang District Council (PDC).
Putatan war früher eine Stadt innerhalb des Distrikts Penampang. Durch die rapide Entwicklung Kota Kinabalus siedelten sich immer mehr Familien in den urbanen Randgebieten an, so dass Putatan im März 1997 durch den damaligen Ministerpräsidenten von Sabah, Yong Teck Lee, zuerst den Status eines Unterdistrikts 5. Klasse (daerah kecil, wörtlich: kleiner Distrikt) zuerkannt bekam und schließlich am 1. März 2007 eigenständig und in den Status eines eigenen Distrikts erhoben wurde.

## Demographie
Penampang hat 162.174 Einwohner (Stand: 2020). Die Bevölkerung des Distrikts betrug laut der letzten Volkszählung 121.934 Einwohner (Stand: Zensus 2010), von denen die Mehrzahl den Kadazan-Dusun und der chinesischen Bevölkerung angehört. Die Bevölkerung verteilt sich folgendermaßen auf die größeren Gemeinden und das Gesamtgebiet des Distrikts:
| Distrikt Penampang | 121.934 Einwohner |
| ------------------ | ----------------- |
| Donggongon         | 1387              |
| Kasigui            | 1133              |
| Kepayan            | 25.788            |
| übriges Gebiet     | 93.616            |

Der Distrikt Penampang wird oft als Hochburg der Kadazan in Sabah und als das Zentrum ihrer politischen und kulturellen Entwicklung betrachtet. Die Versammlungshalle der Kadazan-Dusun Cultural Association (KDCA) ist Schauplatz vieler traditioneller Feste der Kadazan, darunter das jährliche Kaamatan (Erntefest) als wichtigstes kulturelles Ereignis.
Heute wird Penampang hauptsächlich im Zusammenhang mit der Distriktsbezeichnung benutzt. Die wichtigste Stadt innerhalb des Distrikts ist heute Donggongon, was in der Sprache der Kadazan so viel wie „Unterschlupf“ oder „Ruheplatz“ bedeutet und die historische Rolle des Ortes als Zwischenstopp der Händler auf ihrer Reise von den Bergen zur Küste herausstellt. Andere wichtige Ortschaften bzw. Bezirke innerhalb Penampang sind Kepayan und Lok Kawi.

## Kultur

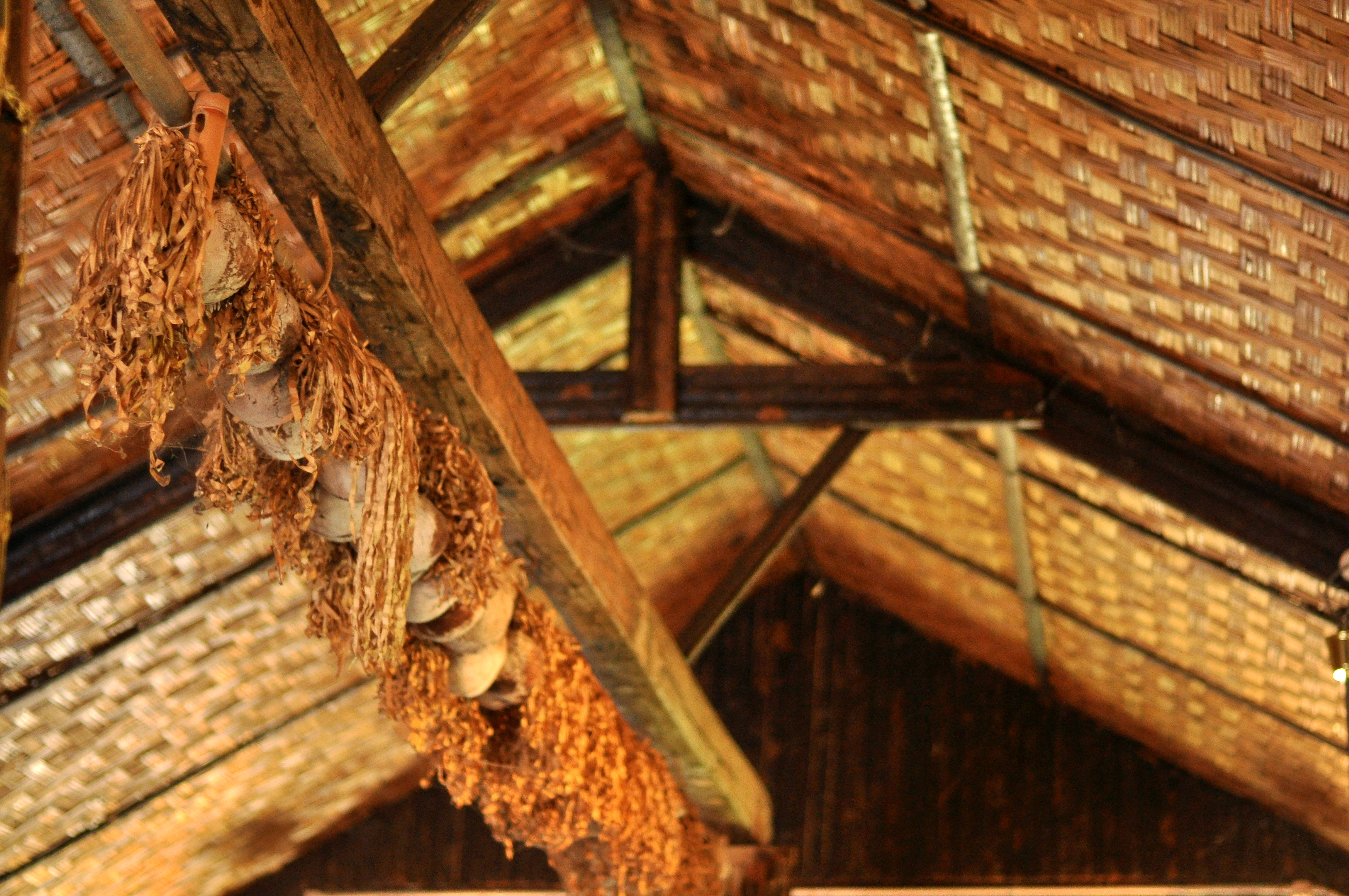
Monsopiad Schädelhaus (Lage:)

Etwas außerhalb von Penampang befindet sich das Monsopiad Cultural Village. Der Name geht auf den Krieger Monsopiad zurück, der dafür bekannt war, dass er seinen Feinden den Kopf abschlug und die Schädel über seiner Haustüre aufreihte, um seine Feinde zu warnen. Das von den Nachkommen des Kriegers betriebene Kulturzentrum macht die Kultur der Kadazandusun erlebbar und verwaltet das „Schädelhaus“ mit 42 menschlichen Schädeln.

## Verwaltung
Penampang wird vom Majlis Daerah Penampang (Penampang District Council) verwaltet, was in etwa einem Landratsamt entspricht.